# Fatherland
Pátria (em Portugal) / Pátria Amada (no Brasil) (título original em inglês: “Fatherland”) é um romance policial de autoria do jornalista e escritor britânico Robert Harris, publicado em 1992. Foi traduzido para português e lançado pela editora Bertrand em Portugal, e pela editora Record no Brasil. Foi adaptado em um filme para a televisão. 

## Resumo
O livro baseia-se à volta da seguinte premissa: “E se Hitler tivesse ganho a Segunda Guerra Mundial?”. A história passa-se entre os dias 14 e 20 de abril de 1964, à véspera do 75º aniversário do Führer Adolf Hitler e da primeira visita oficial do presidente dos Estados Unidos da América, Joseph P. Kennedy (que na vida real foi o pai de John F. Kennedy, Robert Kennedy e Ted Kennedy).
O corpo de um homem idoso é encontrado num lago em Berlim e o detective (e personagem principal) Xavier March, que trabalha para a “Kripo” - Kriminalpolizei (Polícia de Investigação de Crimes), está encarregue do caso. Rapidamente descobre que se trata do corpo de Josef Bühler, um Nazi importante no partido, e está à beira de desvendar um escândalo político: Com a ajuda de uma jornalista americana do New York Times, Charlie Maguire, March descobre ao longo da sua investigação que várias pessoas de altos cargos, que estiveram presentes na Conferência de Wannsee em 1942 (entre eles Josef Bühler) foram assassinadas ou morreram em circunstâncias bizarras ao longo dos anos. March e Maguire descobrem também detalhes sobre o holocausto (que com a vitória alemã na Segunda Guerra Mundial, oficialmente nunca existiu).

## O mundo de “Fatherland”

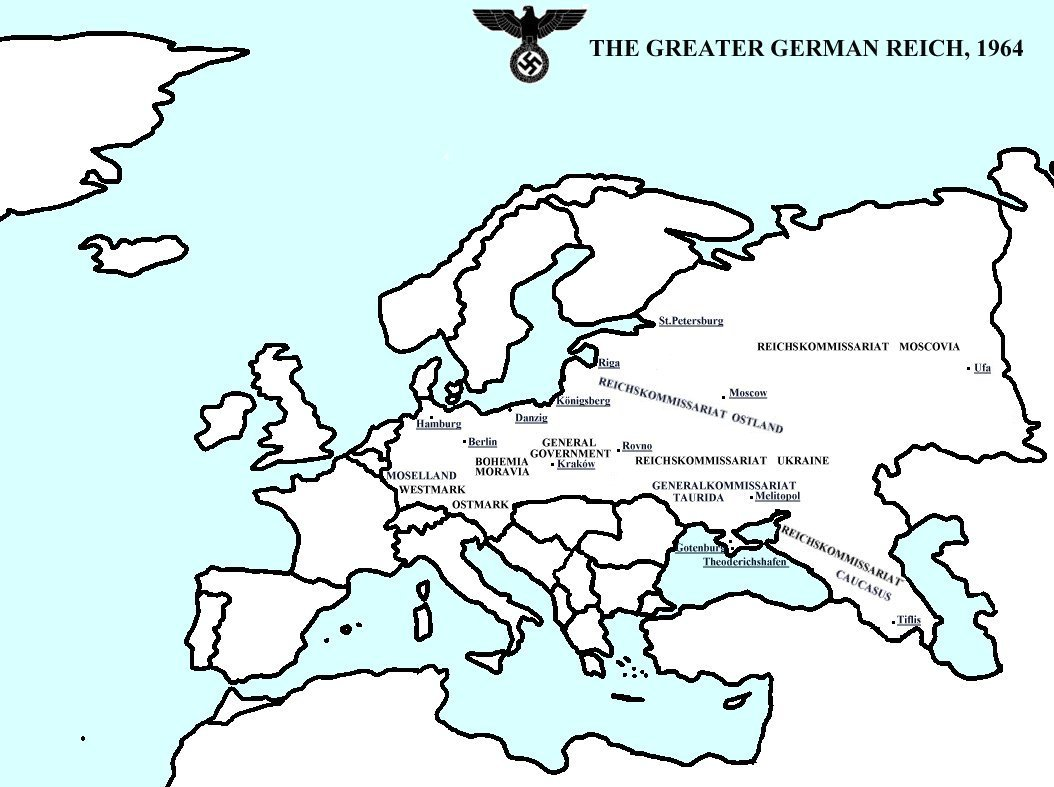
A Europa de 1964 em Fatherland.

Robert Harris conseguiu através de Pátria elaborar um excelente romance policial, descrever uma sociedade que, segundo críticos e historiadores podia de facto ser a que se encontraria, se a Alemanha tivesse ganho a Segunda Guerra Mundial e descrever de forma realista factos e acontecimentos que poderiam ter levado à vitória nazi na Segunda Guerra Mundial. Além disso, Robert Harris utiliza muitos personagens reais na história, cujos “currículos” estão correctos até 1942. Enquanto que na realidade, muitos foram condenados durante o processo de Nuremberga, na história do livro, alguns fazem parte de elevados quadros do partido nazi. 
Como os Nazis conseguiram ganhar a guerra:
Após uma primeira ofensiva falhada contra a Rússia em 1941, as tropas alemãs lançam uma segunda ofensiva contra a Rússia em 1942 no Cáucaso, com o objetivo de cortar ao Exército Vermelho todos os acessos a matérias-primas. A primeira divergência entre a história real e a história do livro é que esta ofensiva foi um sucesso para a Alemanha, levando à sua vitória contra a União Soviética em 1943. Outro ponto essencial de divergência, que levou à vitória alemã foi a descoberta Britânica do código Enigma, que levou ao afundamento dos submarinos alemães pela marinha Aliada. Na história do livro, a Alemanha lança uma campanha contra o Reino Unido, que leva à derrota inglesa em 1944. Por fim, em 1946, a Alemanha testa a sua primeira bomba atómica e lança um foguete V-3 sobre os céus de Nova York, levando assim a uma guerra-fria entre os Estados Unidos e o “Reich Alemão”. 
Na Europa, a Alemanha conquista toda a Europa do Leste e cria uma “Comunidade Europeia”, com todos os países do Ocidente Europeu. Apenas a Suiça se mantém neutra.
Uma Guerra-fria entre a Alemanha de um lado e os Estados Unidos e União Soviética do outro, mantêm-se, para manter territórios no Leste. 
O Holocausto e os crimes de guerra:
Quanto aos 11 milhões de judeus desaparecidos após a vitória da Alemanha, oficialmente foram “transferidos” para os novos territórios conquistados pela Alemanha no Leste e que fazem agora parte do “Reich Alemão”, mas muita gente suspeita que na realidade foram exterminados. Para promover a sua imagem de potência vencedora, a Alemanha dá ênfase aos crimes do comunismo sob Josef Stalin, às milhões de pessoas que foram mortas em gulags durante as Deportações e o Holodomor, e aos crimes de guerra dos Estados Unidos (nomeadamente as bombas atómicas lançadas sobre o Japão). 
A sociedade nazi:
A sociedade alemã descrita no livro é uma sociedade baseada nos ideais nazis, onde a maioria dos cidadãos de raça ariana gozam mais direitos. Pessoas de outras etnias, principalmente os eslavos são consideradas pessoas com menos - ou nenhuns direitos e só podem exercer trabalhos manuais. A homossexualidade e o aborto são considerados crimes condenáveis com pena de morte. Relacionamentos inter-raciais e incesto também são considerados crimes.
Berlim é a grande capital do Reich, cujo centro foi reconstruído e projetado pelo grande arquiteto do Reich, Albert Speer e tem mais de 10 milhões de habitantes.

## Principais personagens fictícias e reais do livro
Xavier March: (principal personagem da história, personagem fictício): Detective e funcionário na “Kripo”, 42 anos e divorciado. Tem um filho de 10 anos que mora com a mãe, Klara, e o novo companheiro desta, um oficial do partido nazi. March tem uma vida pessoal vazia e concentra-se no seu trabalho. 
Charlotte Maguire: (personagem fictícia): jornalista americana de 25 anos, solteira, vive em Berlim como correspondente do New York Times. Ao longo da história, apaixona-se por March e ajuda-o na sua investigação.
Friedrich Jost: (personagem fictício): jovem cadete da SS, que gostaria de estudar literatura. Descobre o corpo de Josef Bühler no lago de Wannsee e alerta a polícia. 
Odilo Globocnik: (personagem real): oficial da SS violento e cruel, trabalha para a Gestapo e é conhecido como “Globus”. Complica a investigação a March por estar ligado à morte de Josef Bühler (e outras personagens ligadas à história). 
Arthur Nebe: (personagem real): Chefe da força policial alemã, Nebe é um homem idoso que tenta proteger March da Gestapo, dando lhe pistas na sua investigação. Dá a March a autorização de viajar à Suíça através de um visto de 24 horas, para March proceder a sua investigação.

## Filme
- Em 1994, Fatherland foi adaptado em um filme para a televisão, no qual estrelavam o ator neerlandês Rutger Hauer, como Xavier March, e a atriz inglesa Miranda Richardson, como Charlie Maguire.